# Pescăruș
Pescărușii sunt păsări acvatice care trăiesc pe coasta mărilor, ele făcând parte din familia Laridae, ordinul Charadriiformes. După unii autori aici sunt încadrați și pescărușii răpitori, rândunica de mare, forfecarii ca și pinguinii.

## Descriere și morfologie

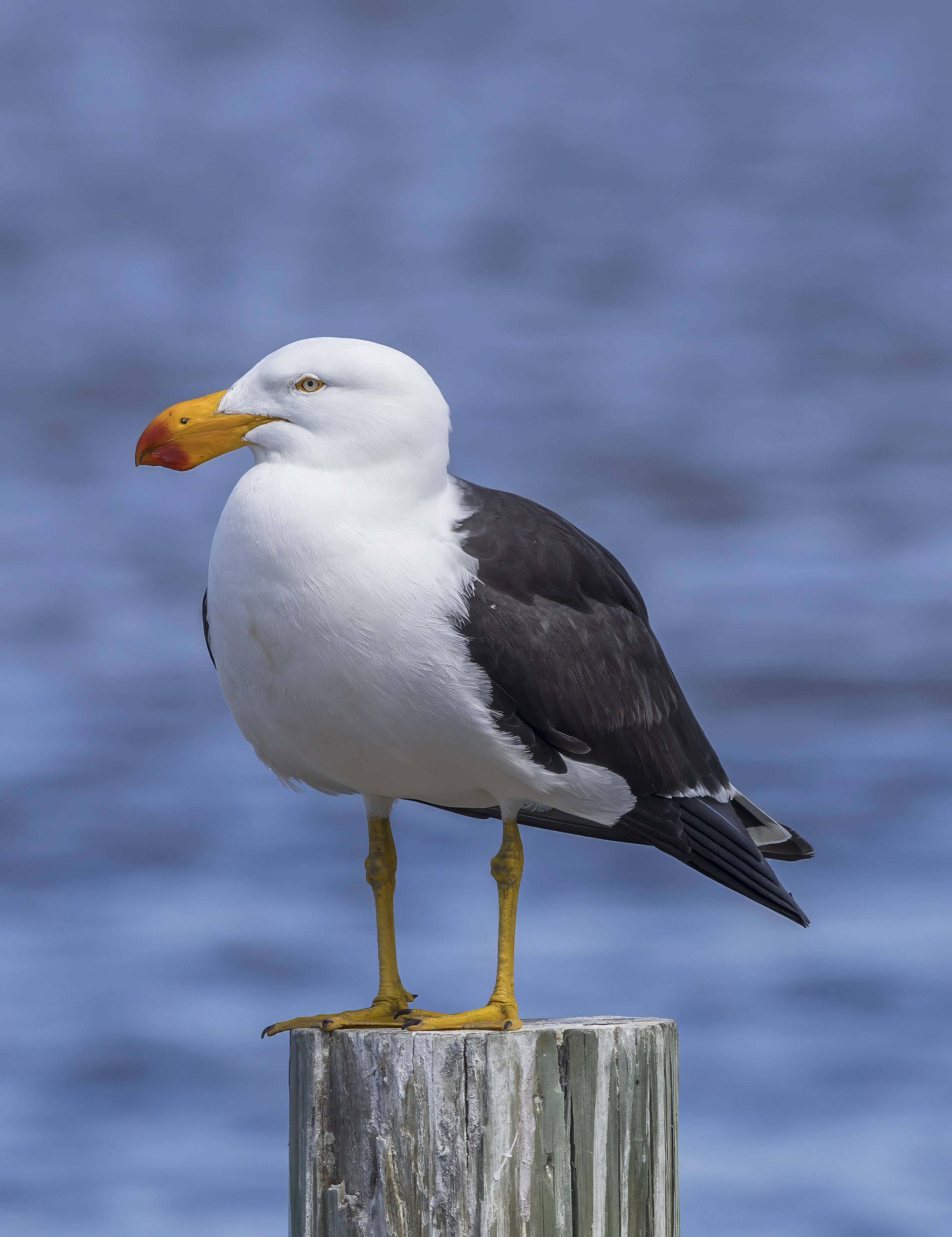
Pescărușul de Pacific este un pescăruș mare cu cap alb, cu un cioc deosebit de greu.

Dimensiunile pescărușilor variază de la pescărușul mic, de 120 de grame și 29 de centimetri, la marele pescăruș negru, de 1,75 kg și 76 cm. În general, au corpuri grele, aripi lungi și gât moderat de lung. Coada tuturor speciilor, cu excepția a trei, este rotunjită; excepțiile sunt pescărușul gulerat și pescărușul cu coadă de rândunică, care au coada bifurcată, în timp ce pescărușul Ross are o coadă în formă de pană. Ciocul este în general greu și ușor cârligat, speciile mai mari având ciocuri mai robuste decât speciile mai mici. Culoarea ciocului este adesea galbenă cu o pată roșie pentru speciile mari cu cap alb și roșie, roșu închis sau neagră la speciile mai mici.
Pescărușii sunt o specie generalistă care se poate dezvolta în medii diferite și poate supraviețui cu o dietă foarte variată. Sunt cele mai puțin specializate dintre toate păsările de mare, iar morfologia lor le permite să înoate, să zboare și să meargă în aceeași măsură. Sunt mai pricepuți la mersul pe uscat decât majoritatea celorlalte păsări marine, iar pescărușii mai mici tind să fie mai manevrabili în timpul mersului. Mersul pescărușilor include o ușoară mișcare laterală, care poate fi exagerată în timpul reproducerii. În aer, sunt capabili să planeze și, de asemenea, să decoleze rapid daca au puțin spațiu.
Modelul general al penajului pescărușilor adulți este un corp alb cu o manta mai închisă; gradul de închidere a mantiei variază de la gri pal la negru. Câteva specii variază în acest sens, pescărușul alb este în întregime alb, iar unele, precum pescărușul de lavă și pescărușul lui Heermann, au corpul parțial sau în întregime gri. Vârfurile aripilor la majoritatea speciilor sunt negre, ceea ce le îmbunătățește rezistența la uzură și rupere, de obicei cu un model distinctiv de marcaje albe. Capul unui pescăruș poate fi acoperit de o glugă închisă la culoare sau poate fi complet alb. Penajul capului variază în funcție de sezonul de reproducere.

## Distribuție și habitat

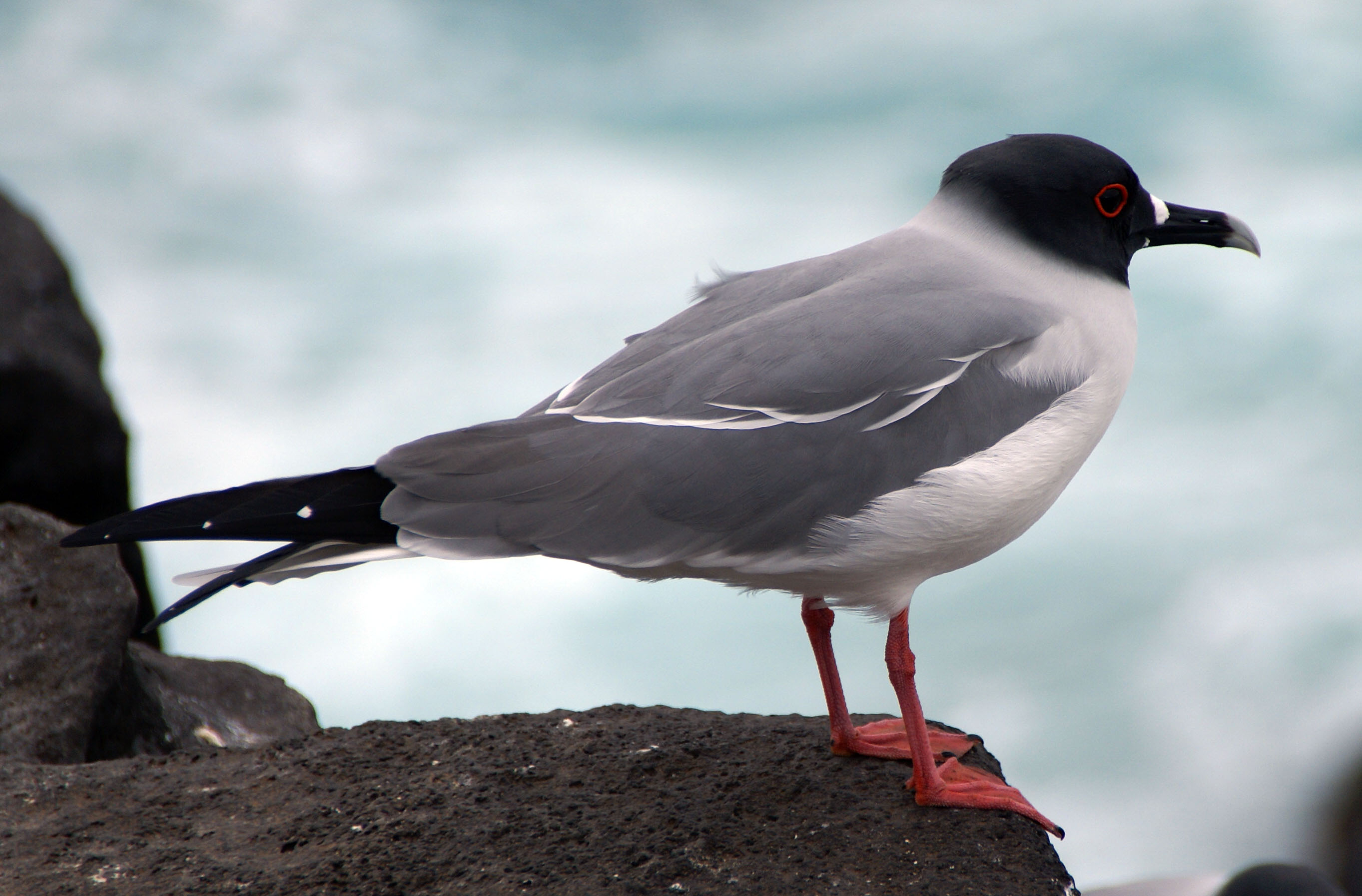
Pescărușii cu coadă de rândunică sunt endemici pentru Insulele Galapagos.

Pescărușii au o distribuție cosmopolită la nivel mondial. Se înmulțesc pe toate continentele, inclusiv pe marginile Antarcticii, și se întâlnesc chiar și în zona arctică înaltă. Sunt mai puțin răspândiți la tropice, deși câteva specii trăiesc pe insule tropicale precum Galapagos și Noua Caledonie. Multe specii se reproduc în colonii de coastă, cu o preferință pentru insule; o specie specială, pescărușul cenușiu, se reproduce în interiorul deșerturilor uscate, departe de apă. Există o varietate considerabilă în familia Laridae, iar speciile se pot reproduce și hrăni în habitate marine, de apă dulce sau terestre.
O mare influență asupra distribuției pescărușilor care nu se reproduc este disponibilitatea zonelor de hrană. Pescuitul uman are un impact deosebit, deoarece furnizează adesea o resursă de hrană abundentă și previzibilă. Două specii de pescăruși dependente de pescuitul uman sunt pescărușul Audouin (Ichthyaetus audouinii) și pescărușul cu spatele negru (Larus fuscus); distribuția lor de reproducere (în special a pescărușului cu spatele negru) este puternic afectată de capturile aruncate de pescuitul uman și de porturile de pescuit.
Alți factori de mediu care structurează habitatul și distribuția păsărilor sunt activitatea umană și impactul climatic. De exemplu, distribuția păsărilor de apă în zonele umede mediteraneene este influențată de modificările salinității, adâncimii apei, izolării corpului de apă și hidroperioadei, toate acestea afectând structura comunității de păsări atât în funcție de specie, cât și în funcție de breaslă. Pescărușii, în special, sunt asociați în mare măsură cu nivelurile de salinitate, care s-au dovedit a fi principalul predictor de mediu pentru ansamblul păsărilor de apă.

## Comportament

### Reproducere

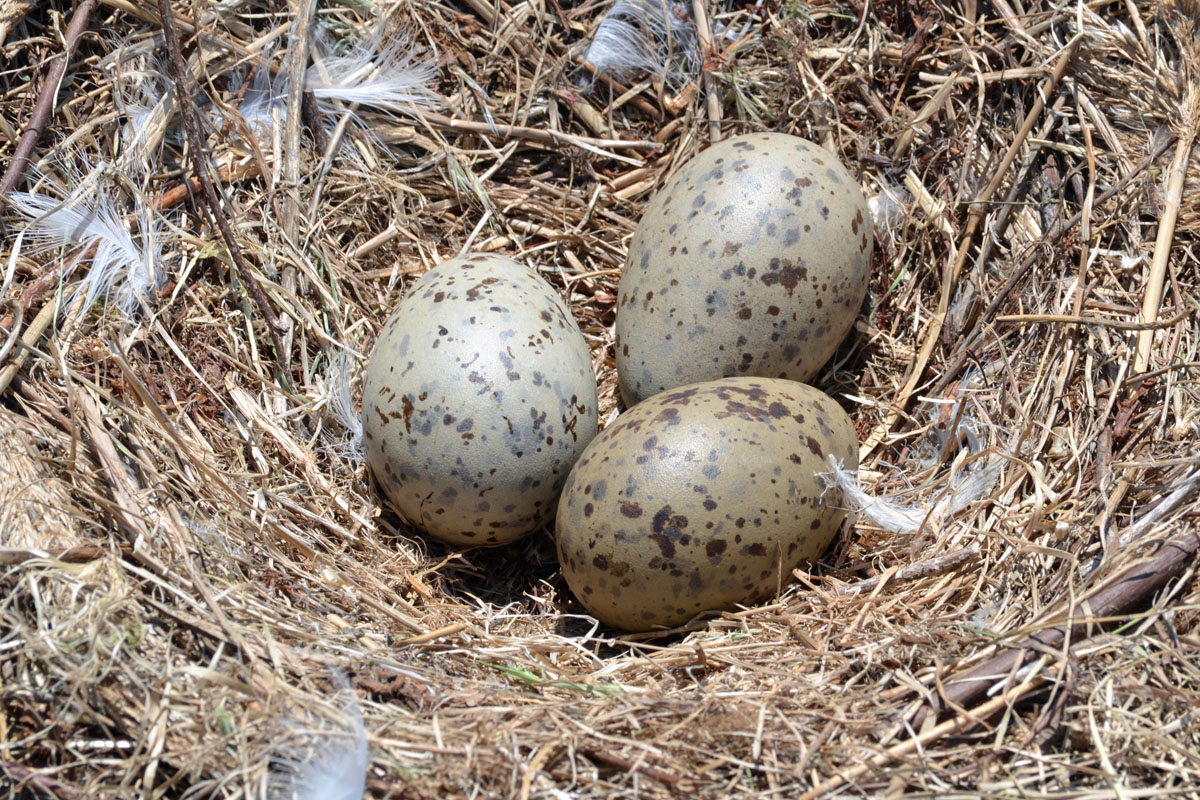
Cuibul unui pescăruș negru, cu trei ouă tipice

Pescărușii sunt reproducători monogami și coloniali care manifestă o fidelitate față de partener care durează în mod normal toată viața perechii. Divorțul perechilor are loc, dar se pare că are un cost social care persistă timp de mai mulți ani după despărțire. Pescărușii manifestă, de asemenea, un nivel ridicat de fidelitate față de locul de reproducere, revenind în aceeași colonie după ce s-au împerecheat o dată acolo și chiar împerecheându-se de obicei în același loc în cadrul coloniei respective. Coloniile de pescăruși pot varia de la doar câteva perechi la peste o sută de mii de perechi și pot fi exclusive pentru specia respectivă de pescăruși sau comune cu alte specii de păsări marine. Câteva specii cuibăresc singure, iar perechile de pescăruși cu coada lată se pot reproduce în colonii de alte specii de păsări. În cadrul coloniilor, perechile de pescăruși sunt teritoriale, apărând o zonă de mărime variabilă în jurul locului de cuibărit împotriva altor păsări din specia lor. Această zonă poate fi la fel de mare ca o rază de 5 metri în jurul cuibului la pescărușul argintiu european până la doar o zonă mică de margine de stâncă la pescărușii mici din genul Rissa.
Majoritatea speciilor de pescăruși sunt migratoare, păsările deplasându-se spre habitate mai calde în timpul iernii, însă amploarea migrației variază în funcție de specie. Unele migrează pe distanțe lungi, în special pescărușul gulerat, care migrează de pe coastele arctice către zonele de iernare din largul coastelor de vest ale Americii de Sud și ale Africii de Sud, și pescărușul lui Franklin, care migrează din Canada către zonele de iernare din largul coastelor de vest ale Americii de Sud. Alte specii se deplasează pe distanțe mult mai scurte și se pot dispersa pur și simplu de-a lungul coastelor din apropierea locurilor lor de reproducere.

## Taxonomie
Familia Laridae a fost introdusă (ca Laridia) de către polimatul francez Constantine Samuel Rafinesque în 1815. Taxonomia pescărușilor este confuză din cauza răspândirii lor pe scară largă, zonele de hibridizare ducând la un flux genetic. Unele au fost considerate în mod tradițional specii inelare, dar cercetările au sugerat că această presupunere este discutabilă. Înainte de secolul al XXI-lea, majoritatea pescărușilor erau plasați în genul Larus, dar se știe acum că acest aranjament este polifiletic, ducând la crearea genurilor Ichthyaetus, Chroicocephalus, Leucophaeus, Saundersilarus și Hydrocoloeus.
Uniunea Ornitologilor Americani combină Sternidae, Stercorariidae și Rhynchopidae ca subfamilii în familia Laridae, dar cercetările de la începutul secolului XXI arată că acest lucru este incorect.

## Lista speciilor
Aceasta este o listă a celor 54 de specii de pescăruși, prezentate în secvență taxonomică.
| Imagine | Gen                             | Specie |
| ------- | ------------------------------- | --- |
|         | Larus Linnaeus, 1758            | - Larus pacificus – pescăruș de Pacific - Larus belcheri – pescăruș mic cu spate negru - Larus atlanticus – pescăruș argentinian - Larus crassirostris – pescăruș cu coadă neagră - Larus heermanni – pescărușul lui Heermann - Larus canus – pescăruș sur - Larus brachyrhynchus – pescăruș cu cioc scurt - Larus delawarensis – pescăruș sur mare - Larus californicus - Larus marinus – pescăruș negru - Larus dominicanus – pescăruș sudic - Larus glaucescens - Larus occidentalis – pescăruș vestic - Larus livens - Larus hyperboreus – pescăruș de ghețuri - Larus glaucoides – pescăruș cu aripi albe - Larus argentatus – pescăruș argintiu - Larus smithsonianus – pescăruș argintiu american - Larus cachinnans – pescăruș râzător - Larus michahellis – pescăruș cu picioare galbene - Larus vegae - Larus armenicus - Larus schistisagus - Larus fuscus – pescăruș negricios |
|         | Ichthyaetus Kaup, 1829          | - Ichthyaetus leucophthalmus – pescăruș cu ochelari - Ichthyaetus hemprichii – pescăruș brun - Ichthyaetus ichthyaetus – pescăruș mare cu cap negru - Ichthyaetus audouinii – pescăruș cu picioare cenușii - Ichthyaetus melanocephalus – pescăruș cu cap negru - Ichthyaetus relictus – pescăruș relicvă |
|         | Leucophaeus Bruch, 1853         | - Leucophaeus scoresbii - Leucophaeus atricilla – pescăruș râzător american - Leucophaeus pipixcan – pescărușul lui Franklin - Leucophaeus fuliginosus – pescăruș de lavă - Leucophaeus modestus – pescăruș cenușiu |
|         | Chroicocephalus Eyton, 1836     | - Chroicocephalus novaehollandiae - Chroicocephalus utunui (extinct) - Chroicocephalus hartlaubii - Chroicocephalus maculipennis - Chroicocephalus cirrocephalus - Chroicocephalus serranus - Chroicocephalus bulleri - Chroicocephalus brunnicephalus - Chroicocephalus ridibundus - Chroicocephalus genei - Chroicocephalus philadelphia |
|         | Saundersilarus Dwight, 1926     | - Saundersilarus saundersi |
|         | Hydrocoloeus Kaup, 1829         | - Hydrocoloeus minutus |
|         | Rhodostethia MacGillivray, 1842 | - Rhodostethia rosea |
|         | Rissa Stephens, 1826            | - Rissa tridactyla - Rissa brevirostris |
|         | Pagophila Kaup, 1829            | - Pagophila eburnea – pescăruș alb |
|         | Xema Leach, 1819                | - Xema sabini |
|         | Creagrus Bonaparte, 1854        | - Creagrus furcatus |